# Ascorhynchus auchenicum
Ascorhynchus auchenicum är en havsspindelart som först beskrevs av Slater, H.H. 1879.  Ascorhynchus auchenicum ingår i släktet Ascorhynchus och familjen Ammotheidae. Inga underarter finns listade i Catalogue of Life.